# Somme (dopływ Loary)
Somme – rzeka we Francji, przepływająca przez tereny departamentów Saona i Loara oraz Allier, o długości 46 km. Stanowi prawy dopływ rzeki Loary.